# Morsetto

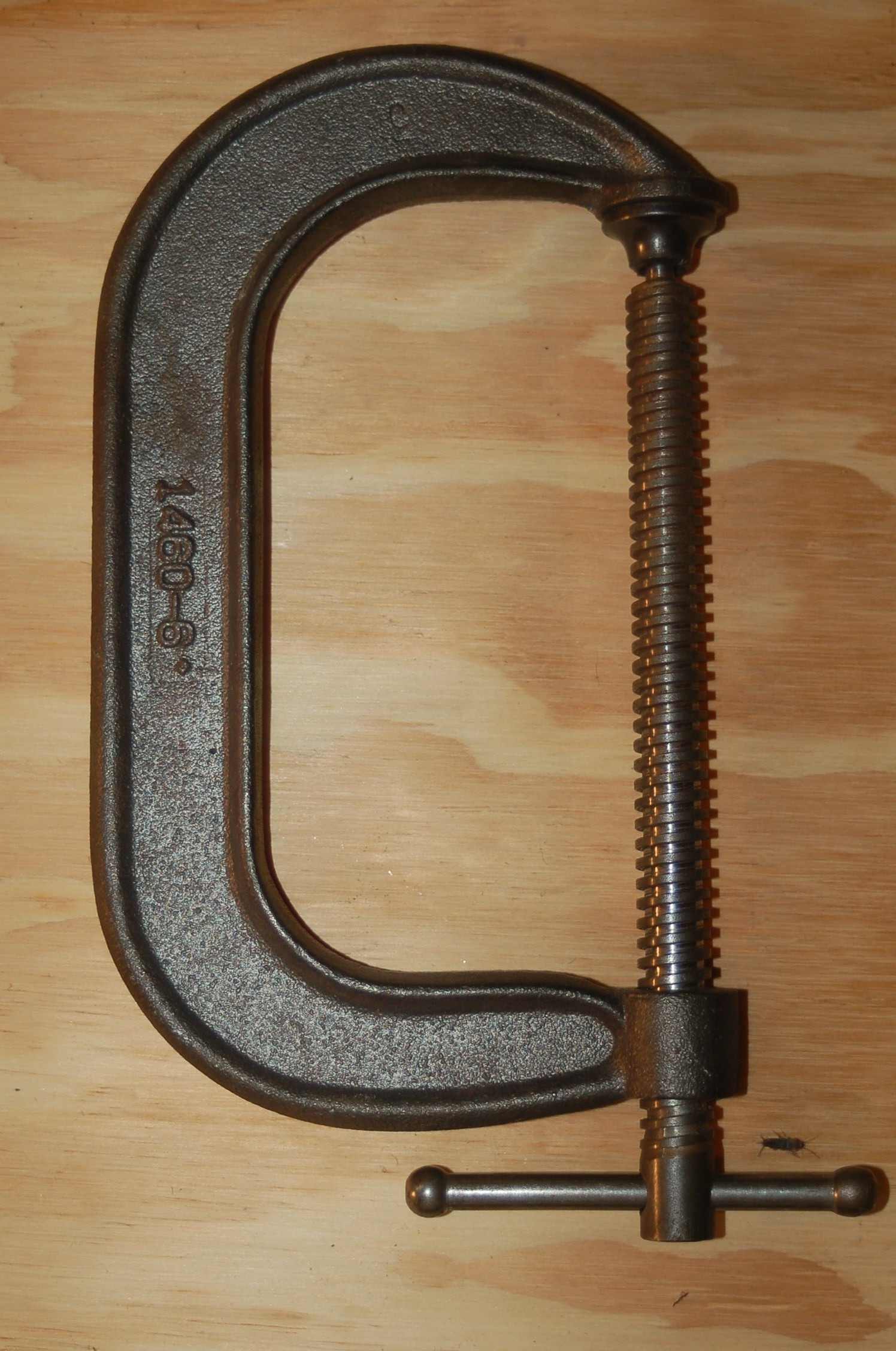
Morsetto a C

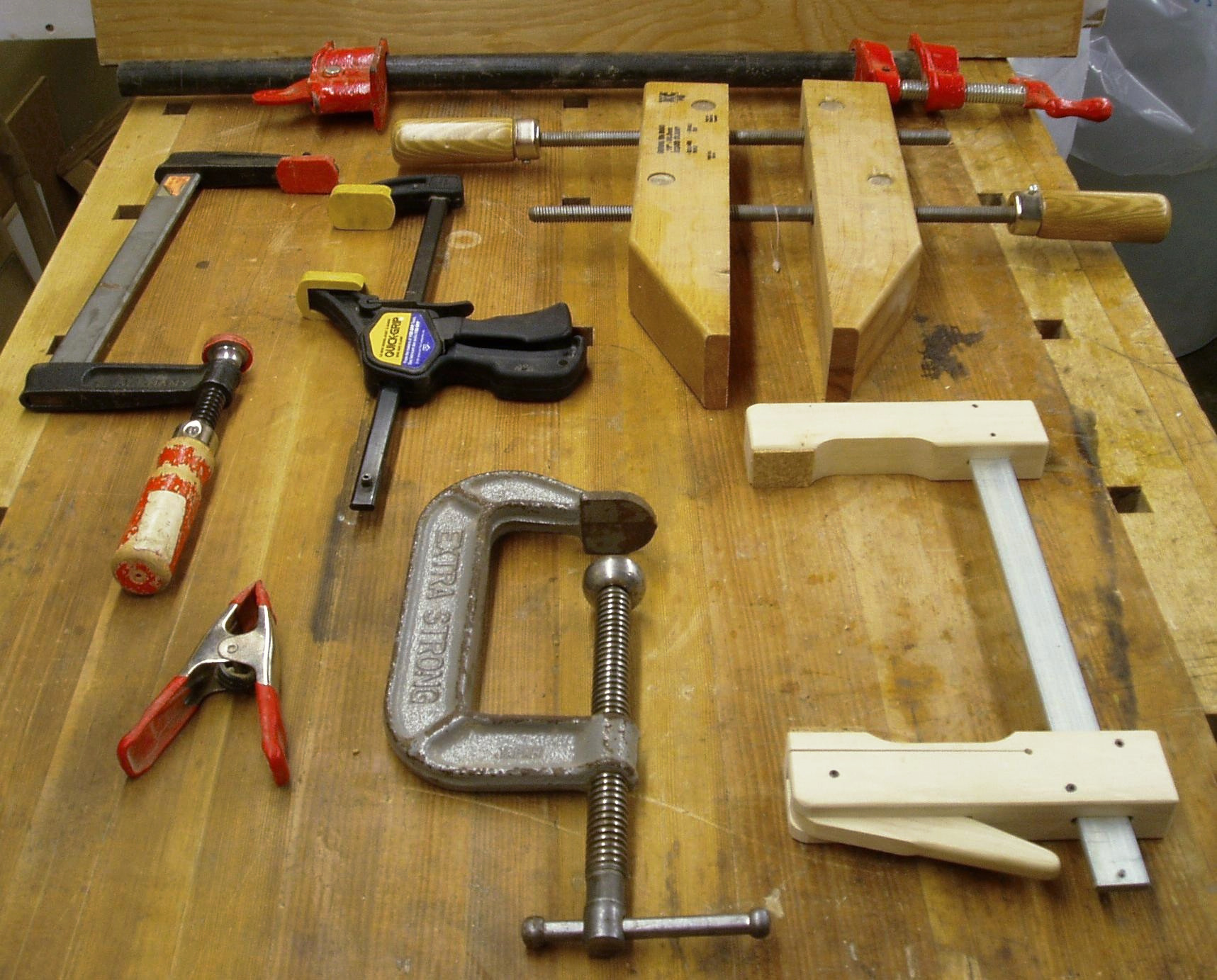
Morsetti di vari tipi

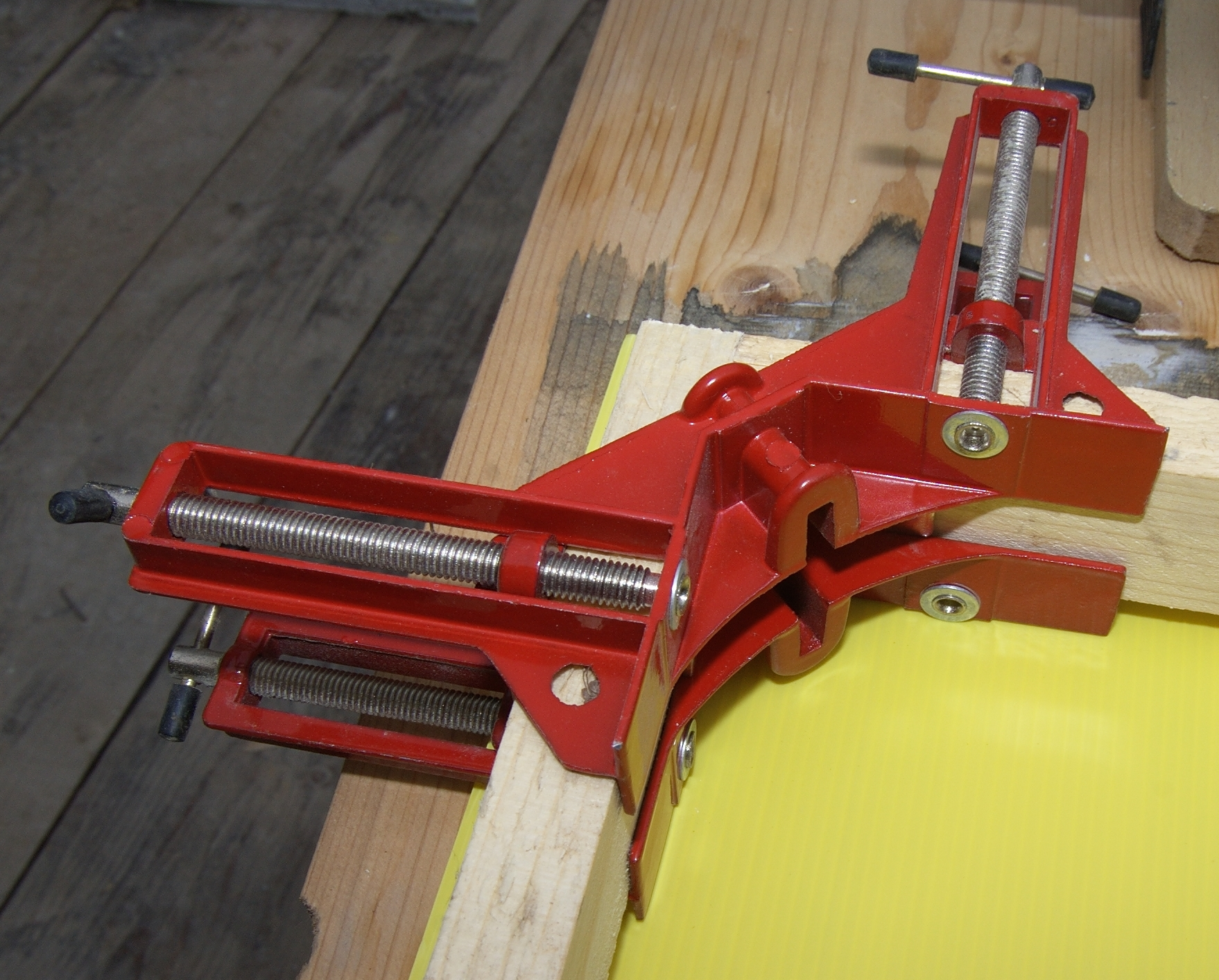
Morsetti ad angolo

Il morsetto (anche strettoio) è un attrezzo che svolge la funzione di serraggio, temporaneo o permanente, tra due o più pezzi.

## Descrizione
Normalmente è realizzato in metallo (ferro, alluminio) ed è composto da un'asta che può essere di diversa lunghezza, terminante con una ganascia sporgente. Dall'altro lato è presente uno spingente, ovvero un sistema di serraggio che può essere a molla, a vite, a eccentrico o a scorrimento sull'asta, e che a sua volta termina con una ganascia.
Il pezzo o i pezzi da serrare vengono posti tra la ganascia fissa e quella dello spingente, il quale spinge il pezzo stringendolo tra le ganasce. Un utilizzo tipico è quello di tenere provvisoriamente compressi uno contro l'altro due pezzi che si devono incollare o avvitare. I morsetti si possono distinguere per i kg di spinta di cui sono capaci. 
I falegnami artigiani di un tempo costruivano morsetti in legno con vite spingente e madrevite in legno.